# Arrington Township
Pour les articles homonymes, voir Arrington.
Arrington Township est un township du comté de Wayne dans l'Illinois, aux États-Unis,. En 2010, le township comptait une population de 409 habitants.